# 白道陞
白道陞（？—？），中國清朝武將官員，本籍山東。白道陞於1699年（康熙38年）奉旨接替常太，於台灣地區擔任台灣北路營參將（營署設於諸羅）。而此官職是台灣清治時期此階段，受台灣鎮總兵制約的台南以北最高軍事將領。1704年，升任四川永寧副將。
| 前任： 常太 | 台灣北路營參將 1699年上任 | 繼任： 焦雲 |